# استفان اودگی
استفان اودگی (به فرانسوی: Stéphane Audeguy) نویسنده قرن بیستم میلادی اهل فرانسه است.